# Agnes Fay Morgan
Pour les articles homonymes, voir Fay et Morgan.
Agnes Fay Morgan (4 mai 1884 - 20 juillet 1968) est une chimiste et universitaire américaine. Elle a longtemps été présidente du programme d'arts ménagers de l'université de Californie à Berkeley. Son programme était fortement ancré dans les sciences, et les étudiants admis dans le programme devaient avoir un niveau d'enseignement des sciences qui n'était pas typique des programmes d'économie domestique à l'époque. Morgan est l'une des premières femmes mariées à avoir enseigné aux États-Unis. 
Diplômée de l'université de Chicago, Morgan occupe de brefs postes d'enseignante dans de plus petites écoles avant d'obtenir un doctorat et d'occuper un poste à Berkeley. Le laboratoire de Morgan mène d'importantes recherches sur la composition nutritionnelle des aliments et la biochimie des vitamines, en particulier de l'acide pantothénique (vitamine B5). Son travail corrèle la diminution de la densité osseuse avec l'âge et les niveaux de cholestérol sérique liés à l'apport en graisses alimentaires. 
Morgan reste associée à Berkeley pendant plus de 50 ans, et bien qu'elle ait pris sa retraite en 1954, elle est active dans son domaine jusqu'à sa mort. Elle reçoit la médaille Garvan-Olin de l'American Chemical Society et le Borden Research Award de la Borden Company Foundation. À Berkeley, le laboratoire de nutrition du campus est nommé en son honneur. Iota Sigma Pi, une société américaine d'honneur de la chimie, remet le Prix de recherche Agnes Fay Morgan à des femmes exceptionnelles dans le domaine. 

## Jeunesse
Agnes Fay est née en 1884 à Peoria, Illinois. Elle est la fille de Patrick Fay et sa deuxième épouse, Mary Dooley. Patrick et Mary Fay sont venus de Galway, en Irlande. Il est ouvrier manuel puis constructeur. Agnes Fay est la troisième des quatre enfants de la famille. Diplômée du Peoria High School, Fay reçoit une bourse d'études complète d'un donateur local. Elle étudie au Vassar College pendant une courte période avant d'être transférée à l'université de Chicago. 
Elle s'inscrit à l'université de Chicago en tant que majeure en physique, mais elle change sa majeure en chimie après avoir suivi un cours sur ce sujet auprès de Julius Stieglitz. Il est un chimiste influent devenu membre de la National Academy of Sciences et président de l'American Chemical Society. Fay obtient un baccalauréat et une maîtrise de chimie en 1904 et 1905 respectivement. Pendant environ un an, Fay est professeure de chimie à l'université, bien qu'il existe des sources contradictoires quant au nom de l'université. 
Alors qu'elle enseigne à l'université du Montana en 1907–1908, Fay épouse Arthur I. Morgan, qui est un joueur de football senior à l'université. Bien que Fay ait été sa professeure de chimie, Morgan a quatre ans de plus que Fay, s'étant enrôlé au Montana après son service militaire dans la guerre hispano-américaine. Arthur Morgan devient le directeur d'une école pour garçons avant de travailler pour la Sperry Flour Company, devenant son vice-président. 
Après avoir enseigné à l'université de Washington de 1910 à 1912, Morgan obtient un doctorat en chimie à l'université de Chicago en 1914. Stieglitz supervise sa thèse. Elle est peut-être la seule femme mariée à avoir obtenu un doctorat en chimie dans les premières années du XXe siècle. Malgré le fait que les femmes mariées n'étaient généralement pas les bienvenues dans les facultés universitaires (les professeurs féminins étaient généralement censés démissionner après leur mariage), Stieglitz accepte d'écrire une lettre de recommandation pour elle pour un poste à l'université de l'Illinois à Urbana-Champaign. Stieglitz note dans sa lettre que l'université doit ignorer l'état matrimonial de Fay parce que son mari est malade à l'époque.

## Carrière à Berkeley

### Les premières années
On ne sait pas si l'université de l'Illinois a fait une offre à Morgan, mais en tout cas, elle passe un entretien pour un poste de professeur à Berkeley. Elle a une entrevue prévue avec le doyen du collège, mais il envoie sa femme et sa fille adolescente pour la mener. Elle accepte le poste de Berkeley pour le département de l'économie domestique. Le poste est payé 1 800 $ ; les membres masculins du corps professoral de l'université gagnent 2 400 $ avec un doctorat et 1 800 $ sans celui-ci. Lorsque Morgan arrive à Berkeley, elle constate qu'elle va devoir donner des cours de nutrition et de diététique. Malgré sa formation en chimie, elle qualifie la diététique de « sujet que je ne connaissais pas et que personne d'autre ne connaissait beaucoup à l'époque ». 
L'un des intérêts déclarés de Morgan est de diriger un programme de recherche sur les pratiques des ménages ; elle ne veut pas enseigner les principes traditionnels de l'économie domestique s'ils ne peuvent pas être appuyés par la science. Cela signifie que ses étudiants devaient posséder une formation scientifique plus rigoureuse que les autres programmes américains d'économie domestique. Par conséquent, ses diplômés se retrouvent préparés à des rôles qui ne sont généralement pas ouverts aux diplômés traditionnels en économie domestique, tels que la gestion de la nutrition hospitalière et l'enseignement des sciences fondamentales. 
Même parmi les femmes du monde universitaire, Fay est inhabituelle en ce qu'elle vient d'une famille d'immigrants aux moyens modestes. À bien des égards, Morgan est également atypique en tant qu'économiste domestique. Elle déteste la cuisine et le ménage, et son style vestimentaire était généralement décrit comme « dowdy » pendant les deux premières décennies de son séjour à Berkeley. Comme les femmes ne peuvent pas accéder à la plupart des parties du Berkeley Faculty Club existant, elle aide à établir le Women's Faculty Club sur le campus. Il est utilisé comme lieu de rencontre pour les déjeuners et les dîners ainsi que comme résidence pour les femmes professeures et les visiteuses du campus. 
Le département de Fay est en butte à des difficultés financières à une époque où beaucoup de financement fédéral pour la recherche ne sont pas disponibles. Pour recueillir des fonds, elle offre des cours éducatifs sur les services alimentaires aux enseignants, infirmières et autres participants. Ces classes affaiblissent finalement la réputation du département à l'université, car les responsables de l'école considèrent la formation comme professionnelle et inférieure aux normes de l'université. Pour cette raison, Morgan n'est pas autorisée à accepter le financement de l'industrie pour la recherche et l'université lui donne très peu d'espace pour mener ses travaux de recherche. La difficulté de la situation s'ajoute au fait que les responsables universitaires ont précédemment reproché à Fay de maintenir des normes académiques trop élevées pour un programme d'économie domestique. 
La question de l'offre de formation professionnelle fait partie d'un défi plus vaste pour Fay au cours de ses premières années à l'université. En raison du statut de l'école en tant qu'université foncière, le programme doit suivre les directives du département d'État de l'Éducation de Californie pour produire des diplômés formés comme enseignants, spécialistes de la vulgarisation agricole et diététistes. Cependant, Benjamin Ide Wheeler, président de l'université au début du XXe siècle, considère ces domaines comme des vocations, et il encourage Fay à continuer à se concentrer sur la science. 

### Direction de département, maternité et fin de carrière
De 1916 à sa retraite en 1954, elle est cheffe de département ou coprésidente. Initialement, la direction du département de l'économie domestique est partagée entre Fay (en tant que cheffe de la division des sciences ménagères) et Mary Patterson (en tant que cheffe de la division des arts ménagers). Fay n'aime pas partager un département avec Patterson, qui a une formation en arts décoratifs et aucune inclination vers la science. En 1920, le président de Berkley, David Prescott Barrows, accepta sa demande de séparer les deux divisions en départements distincts, car ils ont des programmes, des philosophies et des facultés différents, et elle devint la seule présidente du département des sciences ménagères. 
Morgan attend que son grade universitaire soit sûr avant de tomber enceinte. Elle a un fils en 1923. La même année, elle devient professeure titulaire. Ses collègues sont surpris après son accouchement, car elle n'a pas mentionné être enceinte et elle a caché les preuves physiques de sa grossesse avec sa longue veste de laboratoire. Fay se souvient de la réaction d'un collègue masculin lorsqu'elle lui a annoncé la nouvelle ; il dit que si elle avait cinq enfants comme lui, elle aurait à peine remarqué le nouveau bébé. La mère de Fay emménage avec elle et s'occupe du bébé afin qu'elle puisse travailler sans interruption. 
Au milieu des années 1920, Morgan prévoit le besoin éventuel d'un diplôme d'études supérieures en nutrition. Elle déclare que les diététistes ne sont pas pleinement appréciés dans le domaine médical sans une solide base scientifique et une capacité à mettre en œuvre les résultats de la recherche scientifiques en laboratoire. Voulant établir la diététique comme une profession plutôt que comme une industrie de services, Morgan souligne le « clivage de la diététiste à la fin de la table d'hôpital du médecin, et loin de l'infirmière ». Cette affirmation elle-même a cependant peu d'effet à l'époque, car la diététique reste principalement préoccupée par les aspects pratiques de l'alimentation des personnes à l'hôpital. 
En tant que cheffe de département, Fay est connue comme une cheffe sévère. Bien qu'elle attire les meilleurs membres du corps professoral, elle est considérée avec crainte par beaucoup en économie domestique. Ruth Okey, une des collègues de Morgan, déclare :« Certains membres de son personnel ont appris à suggérer un changement indirectement de telle manière que le Dr Morgan était convaincu que l'idée était la sienne, sinon sa réponse aurait probablement été 'non-sens!'. Cette caractéristique est à l'origine des brefs séjours de plusieurs fonctionnaires très compétents. »

### Recherche et rédaction
Certaines des recherches scientifiques les plus importantes issues du laboratoire de Fay concernaient la biochimie des vitamines et la valeur nutritionnelle des aliments. Elle est devenue surtout connue pour son travail sur les effets de l'acide pantothénique (vitamine B5) sur la fonction des glandes surrénales. Dans ses premiers travaux de recherche, elle analyse les aliments transformés et caractérisé leur composition en vitamines. Elle est la première à établir qu'un conservateur, le dioxyde de soufre, protège la vitamine C mais endommage la thiamine. 
En 1938, le Department of Home Economics est transféré au College of Agriculture, et tous les membres du corps professoral deviennent affiliés à la California Agricultural Experiment Station. À la fin de sa carrière, elle participe à un projet de station d'expérimentation agricole qui examine la nutrition des personnes âgées dans le comté de San Mateo. Ce travail aboutit à deux conclusions importantes : que la densité osseuse commence à diminuer chez les femmes âgées de 50 à 65 ans et que l'apport en graisses alimentaires entraîne une augmentation du cholestérol sérique. 
Dans une autre de ses études, elle travaille avec un éleveur de renards pour étudier les effets des régimes alimentaires contenant des quantités faibles et normales de vitamines B. Le groupe de traitement (les renards limités en vitamines) développe un fin manteau gris clairsemé qui ressemble à la fourrure à la mode du renard argenté. Elle constate que les renards avec un apport normal en vitamines B ont une fourrure noire brillante. Après les expériences, une étole en fourrure est fabriquée à partir de fourrure des groupes de traitement et de contrôle. Fay porte l'étole à au moins deux occasions importantes — à la présentation des données de l'étude en 1939 et sa cérémonie de remise de la médaille Garvan-Olin dix ans plus tard. 
Fay est parfois demandé pour enquêter sur des problèmes publics au nom des gouvernements fédéraux ou au niveau des États. Elle examine la qualité des aliments à la prison de San Quentin en 1939, et dans les années 1940, elle est la présidente fondatrice du California Nutrition War Committee et siège au Bureau de la recherche scientifique et du développement. En 1960, elle est membre d'un comité qui se penche sur la toxicité des pesticides utilisés en agriculture. Elle co-écrit un manuel, Experimental Food Study, avec Irene Sanborn Hall, et elle des histoires détaillées des sociétés d'honneur Alpha Nu et Iota Sigma Pi. 

## Fin de vie et héritage
En plus de remporter la médaille Garvan-Olin en 1949, qui est décernée à des femmes exceptionnelles en chimie par l'American Chemical Society, elle devient la première femme nommée professeure de recherche à Berkeley en 1951 ; Fayest sélectionnée pour l'honneur par ses collègues de la faculté de Berkeley. En 1954, Fay et le chercheur Arthur H. Smith de l'université de Wayne State, sont les co-lauréats du Borden Research Award de la Borden Company Foundation. 
Bien qu'elle prenne officiellement sa retraite en 1954, Fay continue à venir au bureau pendant presque le reste de sa vie. Juste après son départ à la retraite, le système de l'université de Californie décide de proposer l'économie domestique uniquement sur les campus de Davis et de Santa Barbara, et le programme de nutrition se poursuit à Berkeley. Quarante de ses articles sont publiés après la date de son départ à la retraite. Après une crise cardiaque au début de juillet 1968, elle meurt le 20 du même mois. Au moment de sa mort, elle dirige toujours le comité de sélection des nouveaux boursiers de l'American Institute of Nutrition. 
Dans les années 1960, le laboratoire de nutrition de Berkeley est rebaptisé Agnes Fay Morgan Hall. La société d'honneur de chimie Iota Sigma Pi délivre le prix de recherche Agnes Fay Morgan pour récompenser les femmes qui apportent une contribution exceptionnelle au domaine. Fay a été un membre fondateur du groupe et elle sert l'organisation nationale en tant qu'historienne permanente pendant de nombreuses années. 

## Lectures complémentaires
- ed. by Benjamin F. Shearer Shearer, Notable women in the physical sciences : a biographical dictionary, Westport, Conn. [u.a.], 1. publ., 1997 (ISBN 978-0313293030, lire en ligne)
- Tiffany K. Wayne, American women of science since 1900, Santa Barbara, Calif., ABC-CLIO, 2011 (ISBN 978-1598841589)